# Закрівці
Закрівці́ — село в Україні, в Отинійській селищній громаді Коломийському районі Івано-Франківської області. Населення становить 763 осіб у 2024 році.

## Історія
Згадується село як Закрів (Zakrzow) 6 грудня 1445 року в книгах галицького суду.
У 1934-1939 рр. село входило до об'єднаної сільської ґміни Тарновіца Польна Тлумацького повіту.
У 1939 році в селі проживало 870 мешканців, з них 710 українців-грекокатоликів, 110 українців-римокатоликів і 50 польських колоністів міжвоєнного періоду.

## Церква
Церква Святого Дмитрія (дерев'яна) збудована 1808 року, реконструйована 1887 року, пам'ятка архітектури місцевого значення під охоронним № 806. Належить до ПЦУ, настоятель протоієрей Ігор Горіца.

## Відомі люди
- Володимир Грицак (нар. 1946) — український актор, режисер.
- Мирослав Романюк (нар. 1952) — директор Львівської національної наукової бібліотеки України імені Василя Стефаника Національної академії наук України, член-кореспондент НАН України, доктор історичних наук, професор.